# Flor de Barcelona

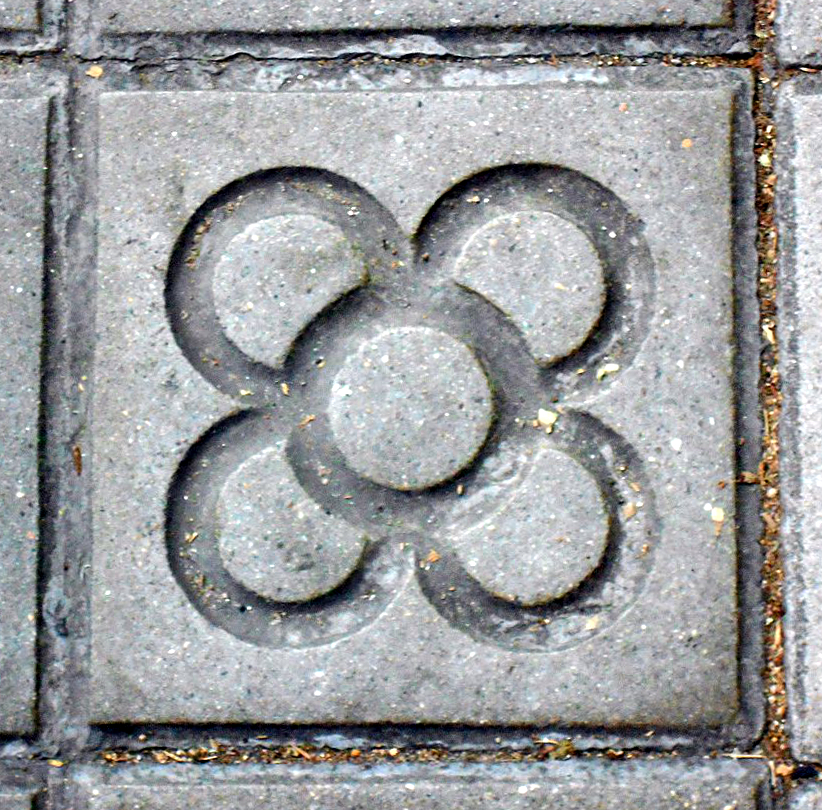
Baldosa «flor de Barcelona».

El panot de flor, también llamado flor de Barcelona o rosa de Barcelona, es un tipo de baldosa diseñado por Josep Puig i Cadafalch. Ideado originalmente para la casa Amatller, posteriormente fue empleado para pavimentar numerosas calles de Barcelona, especialmente en el Ensanche. En Barcelona hay más de veinte tipos distintos de baldosas, aunque solo una se ha convertido en símbolo de la ciudad, el «panot de flor», una de las más extendidas y con más historia.

## Historia
El panot es una pieza de hormigón de 20 x 20 cm. Sus características más relevantes son la resistencia y su fácil mantenimiento. La baldosa se empezó a usar para resolver los problemas que causaba el barro en la ciudad a principios del siglo XX. La situación caótica en que se encontraba el barrio del Eixample fue la causa por la que se crearon las losetas. Antes de su aparición, cada vecino pavimentaba los dos metros y medio delante de su casa con los materiales que les proporcionaba el ayuntamiento. Este desorden en las calles se resolvió gracias a la aparición del panot.
En 1906 se establecieron cinco modelos de baldosas: el de flor, el de calavera, el de círculos concéntricos, el de cuatro pastillas y el de cuatro pastillas con cuatro círculos. En la actualidad, algunos de los modelos se han dejado de fabricar a causa de la poca demanda y se ha recurrido al «panot de flor», convirtiéndolo en el más simbólico. 
Por otra parte, esta baldosa fue años más tarde el origen del diseño, muy similar, de la conocida baldosa de Bilbao, que también constituye un símbolo de la ciudad. El diseño incorporó modificaciones para adaptarlo al clima lluvioso de Bilbao.

## Diseño
El diseño de la loseta muestra una flor de cuatro pétalos hecha en relieve negativo, creada por el arquitecto modernista Josep Puig i Cadafalch. El origen de estas se encuentra en la Casa Amatller, situada en el paseo de Gracia. Las baldosas se ubican en el acceso al edificio, por donde entraban los señores de la casa en carros de caballos. Fue entonces cuando el «panot de flor» inició una revolución arquitectónica.
Actualmente, la más extendida es la loseta de chocolate, aunque a causa de su diseño poco atractivo, el Ayuntamiento de Barcelona ha optado por sustituirlas por las de flor, las cuales se han convertido en una marca de la ciudad. Las fabrica la empresa Escofet.